# Kaempferia attapeuensis
Kaempferia attapeuensis är en enhjärtbladig växtart som beskrevs av Chayan Picheansoonthon och Koonterm. Kaempferia attapeuensis ingår i släktet Kaempferia och familjen Zingiberaceae. Inga underarter finns listade i Catalogue of Life.